# Luiz Mott

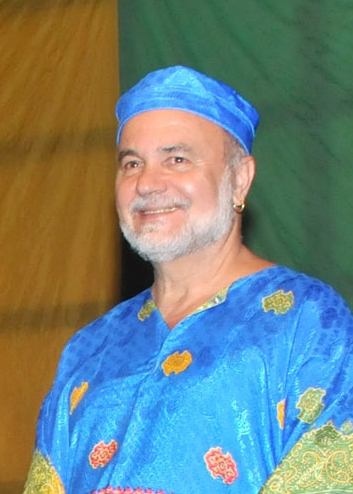
Luiz Mott (2010)

Luiz Roberto de Barros Mott (* 6. Mai 1946 in São Paulo) ist ein brasilianischer Soziologe und Anthropologe.

## Leben
Mott studierte Sozialwissenschaften an der Universität von São Paulo in São Paulo. Danach studierte er Ethnografie an der Sorbonne in Paris und Anthropologie an der Universität von Campinas. Nach seinem Studium erhielt er eine Anstellung als Hochschullehrer in Brasilien an der Universidade Federal da Bahia (UFBA) für Anthropologie.
Als LGBT-Aktivist gründete er die Organisation Grupo Gay da Bahia, die älteste LGBT-Organisation für die Rechte homosexueller Menschen in Brasilien.
Für seine Forschung wurde Mott wiederholt angegriffen und mit dem Tode bedroht. Grund waren unter anderem seine Erkenntnisse über die Homosexualität des afro-brasilianischen Widerstandskämpfers Zumbi dos Palmares und des Flugpioniers Alberto Santos Dumont.

## Werke (Auswahl)
- Agora, quem conta os patinhos? São Paulo, Edições Paulinas, 1986, desenhos de Lúcia Hirata, Coleção Fazendo Histórias
- Ainda temos o amanhã, Rio de Janeiro, Record/Rosa dos Ventos, 1998, 126 Seiten, ilustrações e capa de Laura Cardoso Pereira, ISBN 85-01-05134-9
- Aconteceu ontem, São Paulo, Atual Editora, 1987, 105 Seiten, capa de Rui de Oliveira, ilustrações de Marcelo Monzón, roteiro de leitura de Ivone Daré Rabello, Série Odette de Barros Mott
- Amanhã na praia, Belo Horizonte, Editora Lê
- Atrás do pirata papa-tudo, São Paulo, Editora FTD, 1984, 47 Seiten, desenhos de Marta Strauch, Coleção Segundas Histórias.
- Aventuras do escoteiro bila, São Paulo, Editora Brasiliense, 1964, 69 Seiten, capa de Edgar Koetz, Coleção Jovens do Mundo Todo.
- Aventuras do escoteiro bila, São Paulo, Editora Brasiliense; Rio de Janeiro, INL/MEC, 5a.edição, 1972, 56 Seiten, capa de Dorian Taterka, ilustrações de Flávio Tâmbalo
- Aventuras do escoteiro bila, São Paulo, Editora Brasiliense, 1974, 8a.edição, 52 Seiten, capa de Dorian Taterka
- Lesbianismo no Brasil, 1987
- Desviados em questão: Tipologia dos homossexuais da cidade de Salvador, Bahia, 1987
- Escravidão, homossexualidade e demonologia, 1988
- Sexo proibido: virgens, gays e escravos nas garras da Inquisição, 1989
- Epidemic of Hate: Violation of Human Rights of Gay Men, Lesbians and Transvestites in Brazil, 1996
- Homofobia: A violação dos direitos humanos dos gays, lésbicas e travestis, 1997
- Homossexuais da Bahia: Dicionário biográfico 1999
- Violação dos Direitos Humanos e assassinato de homossexuais no Brasil, 2000
- Manual de coleta de informações, sistematização e mobilização política contra crimes homofóbicos, 2000
- Violação dos direitos humanos e assassinatos de homossexuais no Brasil, 2000
- Causa Mortis: Homofobia, Salvador, 2001